# جونگ هاک جین
جونگ هاک-جین (به انگلیسی: Jong Hak-jin) (زاده ۲۲ دسامبر ۱۹۸۶) کشتی‌گیر کشور کره شمالی است که برنده مدال طلای بازی‌های آسیایی ۲۰۱۴ اینچئون در دسته ۵۷ کیلوگرم شد.

## مسابقات قهرمانی کشتی جهان ۲۰۱۷
جونگ در وزن ۵۷ کیلو مسابقات قهرمانی کشتی آزاد جهان ۲۰۱۷ پاریس حاضر بود که در دورهای اول و دوم لوان مترولی از اسپانیاو نوری‌سلام سانایف از قزاقستان را شکست داد اما در نیمه نهایی به توماس گیلمن از آمریکا شکست خورد و به دیدار رده‌بندی رفت. وی در دیدار رده‌بندی به آندری یاتسنکوف کشتی‌گیر اوکراینی باخت و پنجم شد.